# Šmoulové: Zapomenutá vesnice
Šmoulové: Zapomenutá vesnice je americký 3D animovaný komediální fantasy film z roku 2017, který je pokračováním filmu Šmoulové z roku 2011. a Šmoulové 2 z roku 2013. Jde o kombinaci animovaného a hraného filmu.

## Obsazení
| Rainn Wilson        | Gargamel       |
| Mandy Patinkin      | Taťka Šmoula   |
| Demi Lovato         | Šmoulinka      |
| Joe Manganiello     | Silák          |
| Jack McBrayer       | Nešika         |
| Danny Pudi          | Koumák         |
| Jake Johnson        | Mrzout         |
| Gabriel Iglesias    | Šprýmař        |
| Tituss Burgess      | Fešák          |
| Kelly Asbury        | Slídil         |
| Gordon Ramsay       | Pekař          |
| Jeff Dunham         | Farmář         |
| Julia Roberts       | Pomněnka       |
| Michelle Rodriguez  | Buřina         |
| Ellie Kemper        | Květuše        |
| Ariel Winter        | Lilinka        |
| Brandon Jeffords    | Kouzelný kotel |
| Patrick Ballin      | housenka Frank |
| Ashley Bell         | šmoulí dívka   |
| Marcella Lentz-Pope | šmoulí dívka   |
| Meghan Trainor      | šmoulí dívka   |

### České znění
| Jiří Lábus       | Gargamel       |
| Pavel Novotný    | Taťka Šmoula   |
| Ivana Korolová   | Šmoulinka      |
| Roman Štabrňák   | Silák          |
| David Gránský    | Nešika         |
| Jakub Prachař    | Koumák         |
| Ota Jirák        | Mrzout         |
| Lukáš Pavlásek   | Šprýmař        |
| Pavel Cejnar     | Fešák          |
| Lumír Olšovský   | Slídil         |
| Jan Vondráček    | Pekař          |
| Vlastimil Zavřel | Farmář         |
| Ivana Chýlková   | Pomněnka       |
| Zuzana Stivínová | Buřina         |
| Jana Zenáhlíková | Květuše        |
| Pavlína Dytrtová | Lilinka        |
| Jiří Hromada     | Kouzelný kotel |
| Michal Gulyáš    | housenka Frank |
| Barbora Šedivá   | šmoulí dívka   |
| Anna Suchánková  | šmoulí dívka   |
| Nikola Votočková | šmoulí dívka   |

Další hlasy poskytli: David Voráček, Michal Holán, Týna Průchová, Tereza Martinková, Lucie Pernetová, Martina Šťastná, Radka Krnínská